# Świeca (lotnictwo)
Świeca uznawana kiedyś za figurę akrobacji, jako taka nie występuje w katalogu figur akrobacji samolotowej ani szybowcowej, mianem tym określa się bardzo strome wznoszenie.

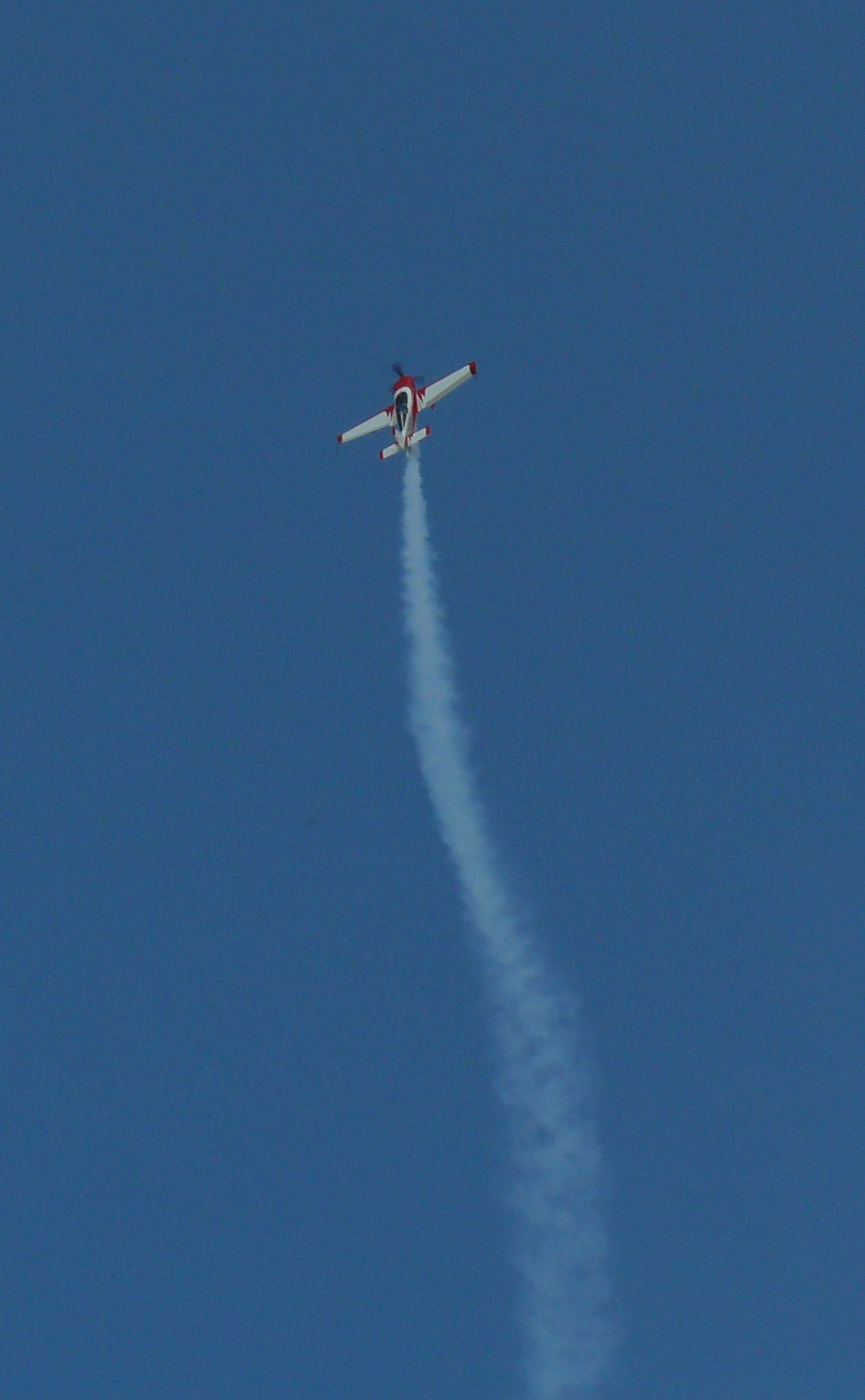
Świeca, lot pionowy samolotu

Manewr polega na wprowadzeniu samolotu bądź szybowca z lotu poziomego do lotu pionowego (bądź zbliżonego do pionu), następnie wznoszenia się, w tak ustalonym locie do momentu, aż prędkość zmniejszy się do takiej, która gwarantuje bezpieczne przejście do lotu poziomego. "Świeca" jest jak gdyby połową figury akrobacyjnej zwanej potocznie "skoblem" ujętej w katalogu lotniczych figur akrobacyjnych, a polegającym na wprowadzeniu do lotu pionowego w górę wykonaniu połowy pętli tzw. pchanej i przejściu do lotu pionowego w dół, a następnie zakończeniu figury w locie poziomym.
Manewr "świecy" jest stosunkowo prostym manewrem, wymagającym jednak od pilota umiejętności przejścia z lotu pionowego do poziomego w takim momencie, aby zapewnić już w locie poziomym prędkość powyżej prędkości minimalnej samolotu lub szybowca na którym manewr ten jest wykonywany.